# Capilano Suspension Bridge
Capilano Suspension Bridge – wisząca kładka dla pieszych nad rzeką Capilano, zlokalizowana w północnej części Vancouver (Kanada), częściowo na terenie Capilano River Regional Park.

## Historia
W 1888 do Vancouver przyjechał George Grant Mackay, szkocki inżynier budownictwa lądowego i deweloper, który zakupił 6000 akrów lasu po obu stronach rzeki Capilano, a także wzniósł chatę na skraju ściany jej wąwozu. W 1889 (przy wsparciu Augusta Jacka Khahtsahlano) przerzucił kładkę przez wąwóz. Użył do tego celu konnego zaprzęgu i lin wykonanych z włókna konopnych oraz desek cedrowych. Liny zakotwiczono do zakopanych kłód cedrowych. W 1903, już po śmierci twórcy, liny konopne zastąpiono stalowymi. Wkrótce tereny te nabył Edward Mahon, który zbudował tu w 1911 herbaciarnię, a w 1914 wzmocnił most dodatkowymi linami. W 1935 leśniczy „Mac” MacEachran kupił most od Mahona i zaprosił przedstawicieli rdzennych ludów do umieszczenia swoich totemów w okolicach mostu. W 1945 sprzedał most Henriemu Aubeneau. W 1953 kolejnym właścicielem terenu stał się Rae Mitchell, który zajął się silnym jego promowaniem, jako atrakcji turystycznej, także poza granicami Kanady. Całkowicie przebudował most w ciągu pięciu dni w 1956, kotwicząc stalowe liny w 13-tonowych blokach betonowych. Opracował też przebieg szlaków po zachodniej stronie mostu i przekształcił herbaciarnię w sklep z upominkami. W 1983 most i tereny wokół zakupiła od ojca (Mitchella) Nancy Stibbard. Przez około dziesięć lat, z sukcesem, kontynuowała promocję parku i mostu. W 2000 weszła do Kanadyjskiej Galerii Sław Turystyki.

## Charakterystyka
Most ma długość 137 metrów i wisi na wysokości 70 metrów od lustra wody. Stanowi element ścieżki turystycznej Cliffwalk, prezentującej przyrodę lokalnych lasów i poprowadzonej wzdłuż granitowego muru skalnego po serii mostów, platform oraz podwieszanych chodników (osiem mostów, pięć ciągów schodów, siedem platform, w tym dwie ze szklanymi pokładami). W rejonie ścieżki istnieje bogata infrastruktura turystyczna, w tym bary, restauracje i sklepy z pamiątkami.

## Nazwa
Nazwa pochodzi od wodza indiańskiego Kia'palano, żyjącego w okolicy w XIX wieku.

## Galeria

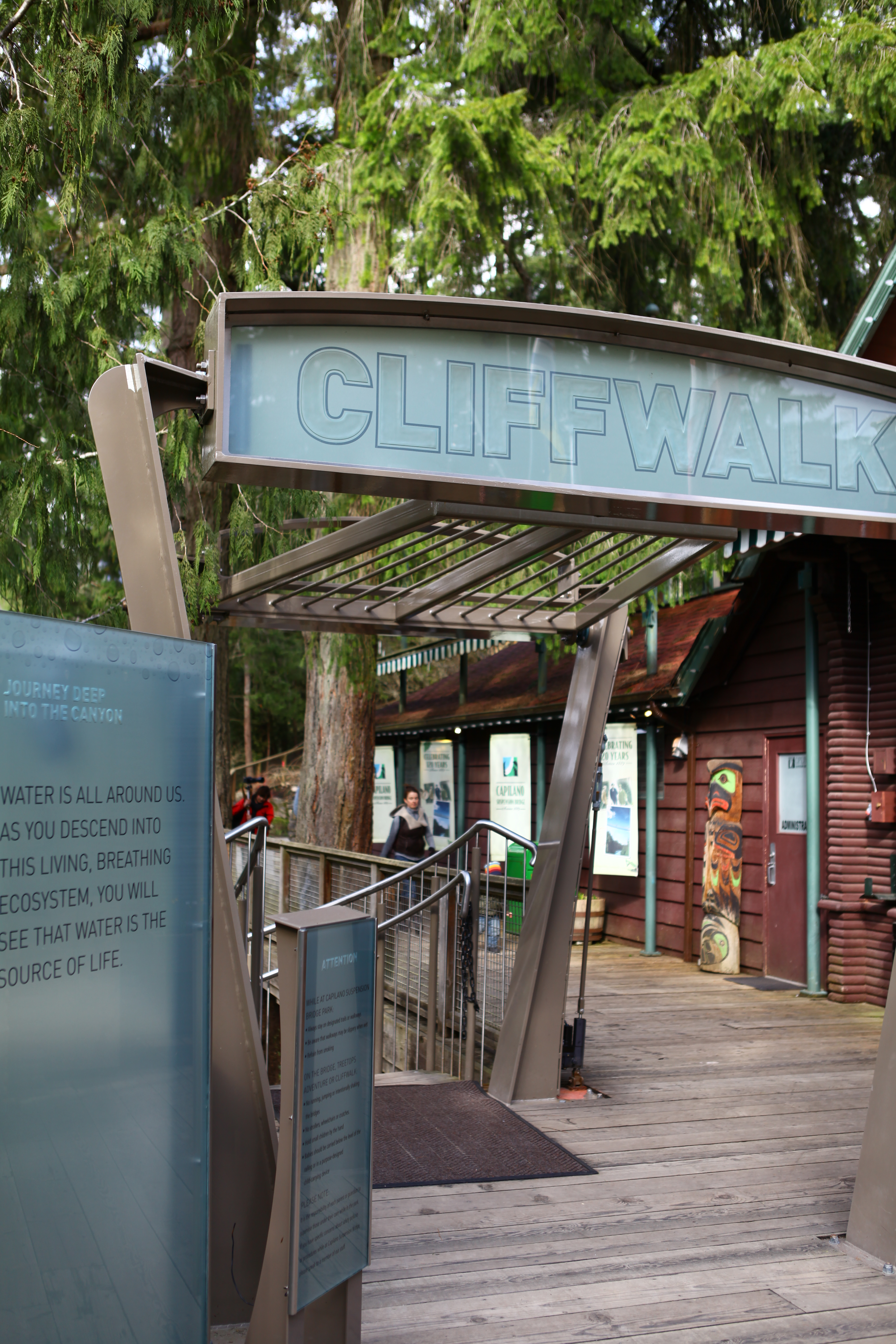
Wejście
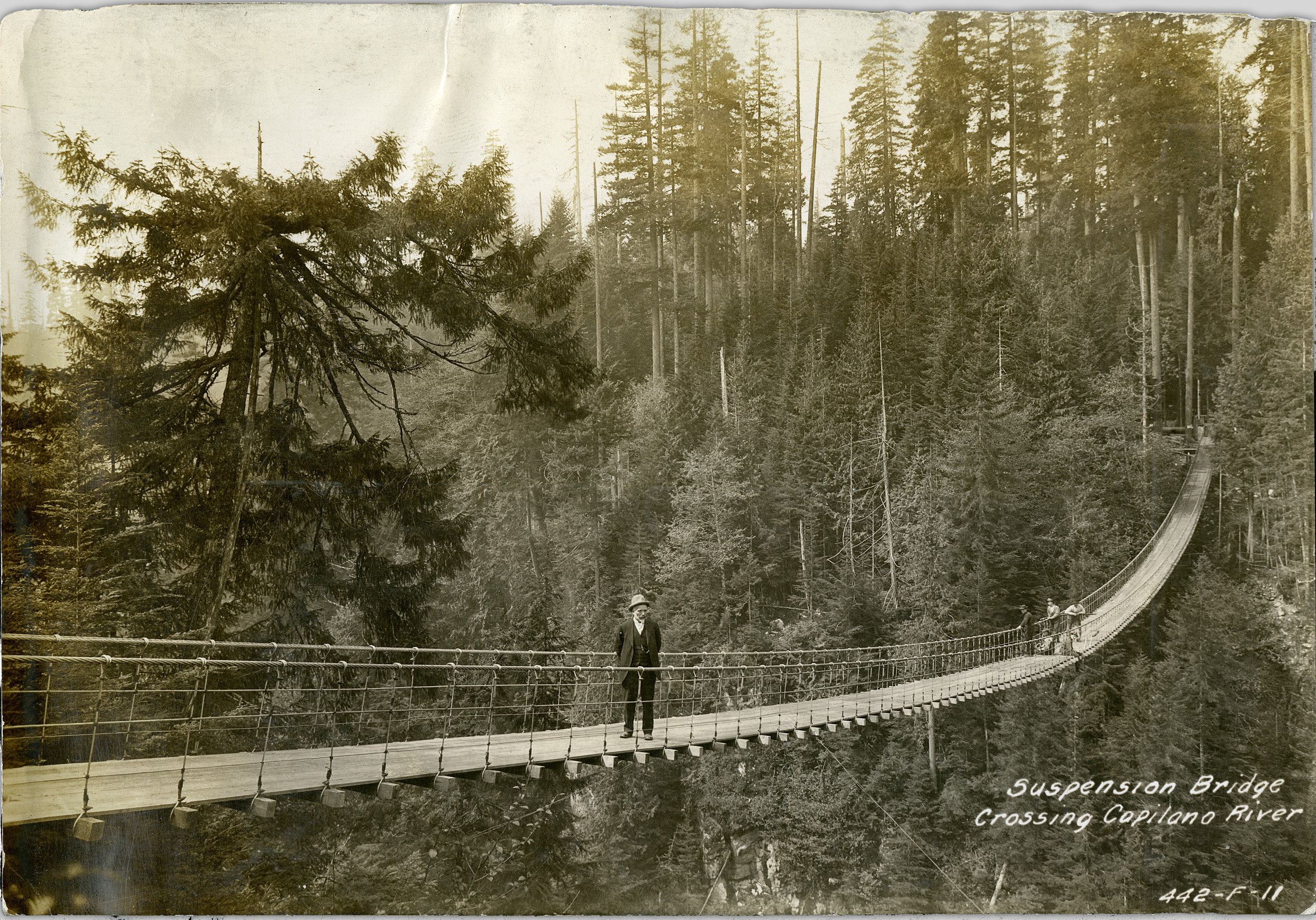
Most około 1919
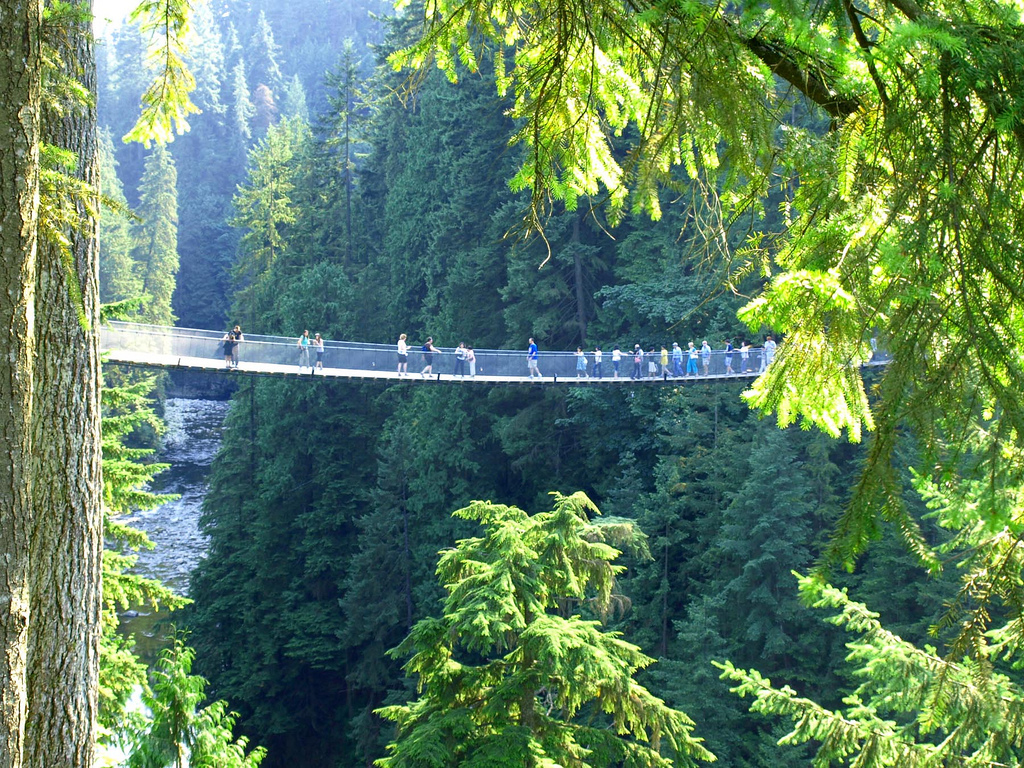
Widok z boku
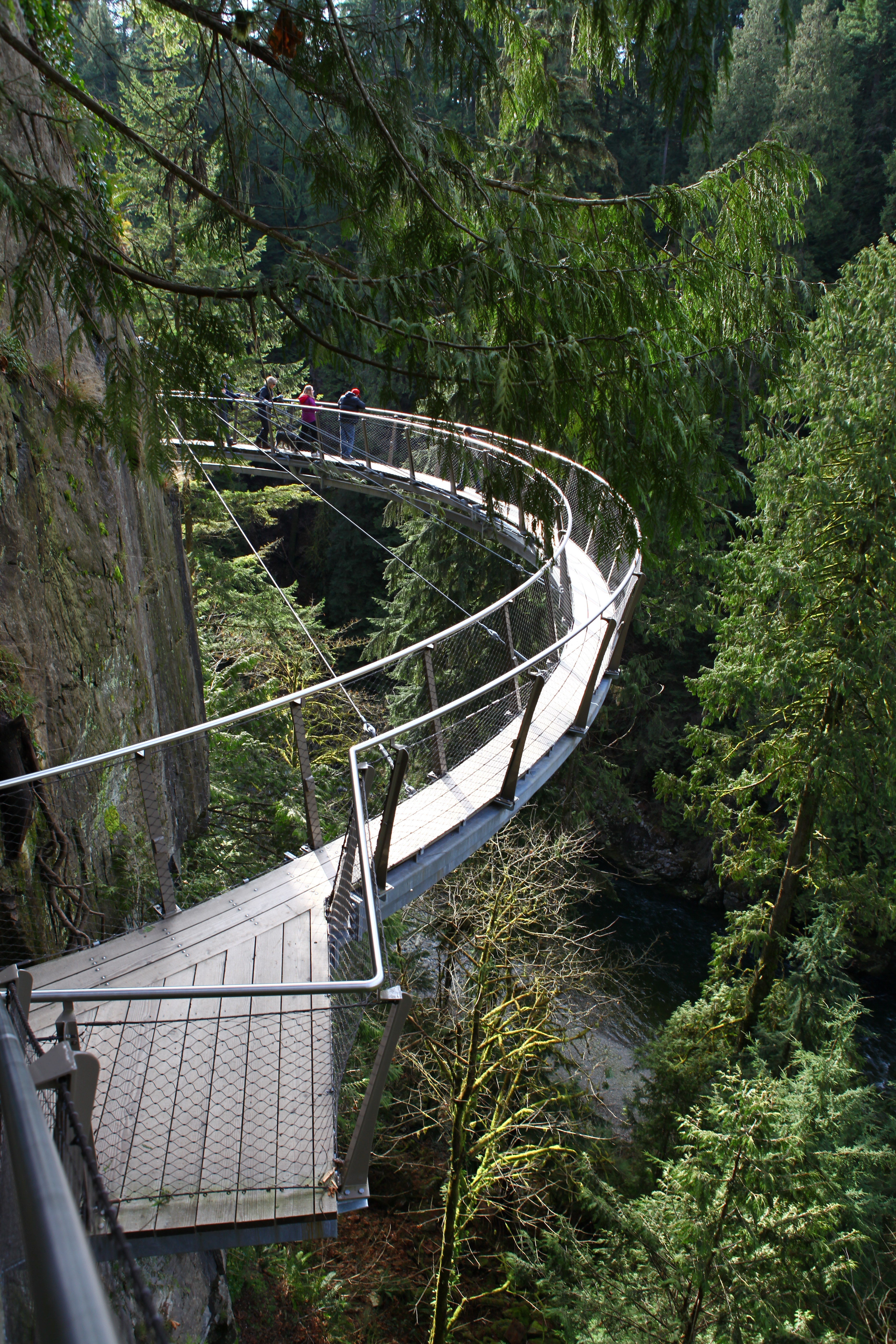
Cliffwalk